# العقمة (مكيراس)

تعديل مصدري - تعديل

العقمة هي إحدى قرى عزلة مكيراس بمديرية مكيراس التابعة لمحافظة البيضاء، بلغ تعداد سكانها 189 نسمة حسب تعداد اليمن لعام 2004.